# Варош-Босилєвська
45°25′ пн. ш. 15°17′ сх. д. / 45.41° пн. ш. 15.28° сх. д.
Варош-Босилєвська (хорв. Varoš Bosiljevski) — населений пункт у Хорватії, у Карловацькій жупанії у складі громади Босилєво.

## Населення
Населення за даними перепису 2011 року становило 18 осіб.
Динаміка чисельності населення поселення: